# Gare d’Écueillé
Gare d’Écueillé vasútállomás Franciaországban, Écueillé településen.

## Vasútvonalak
Az állomást az alábbi vasútvonalak érintik:
- Le Blanc–Argent-sur-Sauldre-vasútvonal

## Kapcsolódó állomások
A vasútállomáshoz az alábbi állomások vannak a legközelebb:
- Gare d’Heugnes
- Gare de La Foulquetière